# Müggelsee
De Müggelsee is het grootste meer binnen de stadsgrenzen van Duitse hoofdstad Berlijn. Het meer is gelegen in het Berlijnse district Treptow-Köpenick en grenst onder andere aan het stadsdeel Rahnsdorf. De Müggelsee bestaat uit de Kleinen Müggelsee en de Großer Müggelsee.

## Geografie
Het meer heeft een oppervlakte van 7,4 km² (max. 4,3 kilometer lang en maximaal 2,6 kilometer breed) en heeft een maximale diepte van 8 meter. Het meer alsmede de aan de zuidelijke oever gelegen Müggelberge (met 115 meter hoogte een van de hoogste delen van Berlijn) ontstonden tijdens het Pleistoceen. Aan de Kleinen Müggelberg werd in 1961 de veel bezochte Müggelturm gebouwd. Deze toren biedt een verre blik over het meer en de bossen tot het silhouet van de stad.
De rivier de Spree loopt door de Müggelsee heen en wordt bij de delen Dämeritzsee–Müggelsee en Müggelsee–Köpenick Müggelspree genoemd. Het aan de noordelijke oever gelegen Wasserwerk Friedrichshagen zorgt voor waterwinning uit de Müggelsee. Daarnaast zijn er verschillende kunstmatige bronnen die voor oevergrondwater zorgen.

## Geschiedenis
De eerste vermeldingen van het woord Müggel dateren uit 1394 als den Tyns in der Miggel en uit 1487 als von der Miggelseh. De etymologie is verder onduidelijk.
Op 24 mei 1932 landde het watervliegtuig Dornier Do X, destijds het grootste vliegtuig ter wereld, na een twee jaar durende promotievlucht op de Müggelsee.

## Toerisme en verkeer
De Müggelsee heeft vooral voor de oostelijke delen van Berlijn een belangrijke toeristische waarde. Het meer wordt aangedaan door rondvaartboten alsmede gebruikt door de pleziervaart. Overigens is het gebruik door gemotoriseerde boten alleen in de vaargeul toegestaan. Overige boten mogen op het gehele meer komen.
Naast de pleziervaart en de rondvaartboten van de Berlijnse onderneming Stern und Kreisschiffahrt wordt de aan de oostzijde van het meer grenzende Müggelspree ook aangedaan door de veerboten F23 en F24 van de Berliner Verkehrsbetriebe (BVG). Op deze veerboten is het reguliere tariefsysteem van de BVG van toepassing